# Escándalo Hirtenberg
El escándalo Hirtenberg fue un contratiempo político que tuvo lugar en Austria a comienzos de 1933 por el descubrimiento de un cargamento de armas que Mussolini envió a Hungría y que debía haber servido también para aumentar el armamento de la Heimwehr. La publicación del hallazgo causó una gran conmoción internacional pasajera que complicó la situación del Gobierno austriaco presidido por el canciller Engelbert Dollfuss.

## Antecedentes
A la estrecha relación entre la Heimwehr austriaca y el Gobierno fascista de Benito Mussolini —del que la primera recibía armas y dinero al menos desde 1930 y quizá incluso desde 1927— y al deseo de aquella de aumentar la cantidad de armas a su disposición se unió a finales de 1932 la tensión política entre Italia y Reino de Yugoslavia. Hungría estaba dispuesta a acudir en ayuda de Mussolini en caso de que el conflicto político entre estas dos naciones desencadenase un choque militar, pero carecía del armamento necesario para ello y el Tratado de Trianon le prohibía que lo importase.
Starhemberg, elegido jefe supremo de la Heimwehr en septiembre de 1930, había decidido por entonces formar batallones de asalto con unos cuarenta mil hombres de la organización, pero necesitaba las armas para equiparlos. Para conseguirlas no solo realizó importaciones de toda Europa o se las robó a sus rivales de la Liga de Defensa Republicana, sino que también pactó con el ministro de Defensa húngaro Gyula Gömbös tratar de conseguir parte del armamento requisado por los italianos al final de la Primera Guerra Mundial. Gömbös y Starhemberg acordaron tratar de obtener las armas y que la Heimwehr se reservase unos cuarenta o cincuenta mil fusiles y parte de las ametralladoras que entregasen los italianos. Las negociaciones entre los dos se interrumpieron, empero, con la caída del Gobierno Schober y el precipitado regreso de Starhemberg a Viena para participar en el Gobierno de coalición con los socialcristianos en el otoño de 1930. El príncipe, que apenas dos años antes se había mostrado contrario a estrechar relaciones con Mussolini, en 1931 necesitaba el auxilio de este: había sostenido el movimiento con sus rentas, insuficientes, y sufragado la desastrosa campaña electoral provincial de abril de 1931, en la que la Heimwehr no había obtenido ningún representante. El príncipe necesita por tanto respaldo financiero y político y se lo solicitó al mandatario italiano.
Starhemberg reanudó sus intentos de obtener armas de Musssolini en junio de 1932. El príncipe visitó al Duce y demandó armas, dinero y apoyo diplomático para su organización, petición para la que afirmó contar con el beneplácito del canciller Dollfuss. Musssolini accedió a entregar a la Heimwehr y al Ejército húngaro el armamento ligero obtenido en la guerra; este se enviaría a una fábrica de armas austriaca, desde donde los húngaros lo enviarían luego a su país. Oficialmente, la remesa de armas llegaría a Austria para que la fábrica de Hirtenberg las adaptase para que pudiesen utilizar cartuchos húngaros. Además de diez mil rifles y doscientas cincuenta ametralladoras, el dictador italiano prometió entregar ochocientas mil liras a la formación, que planeaba dar un golpe de Estado durante el verano para evitar la formación de un Gobierno de coalición entre socialcristianos y socialistas.

## Estallido del escándalo
El 8 de enero de 1933, el diario socialista Arbeiter Zeitung publicó la llegada a Hirtenberg —localidad donde existía una importante fábrica de armas— de unos cuarenta vagones con fusiles y ametralladoras provenientes de Italia. Días antes había llegado a la población un envío menor. El periódico afirmaba que el cargamento estaba destinado a Hungría e iba a transportarse en camiones a este país, aunque el Gobierno respondió que se trataba de armas que Italia había requisado al Ejército austrohúngaro al final de la Primera Guerra Mundial y que había llegado a Austria gracias a un acuerdo entre los dos países para que se reparasen en fábricas austriacas. Según el Ejecutivo austriaco, eran armas italianas que habían entrado legalmente en el país simplemente para ser reparadas. Pertenecían oficialmente además a un ciudadano italiano, Giuseppe Cortese, y no al Gobierno. En su diario, el propio embajador italiano ante la Sociedad de Naciones calificó el desmentido de Dollfuss como el más estúpido posible. Los socialistas, convencidos de que el armamento estaba destinado a sus enemigos de la Heimwehr, denunciaron la llegada del cargamento con la esperanza de que el Reino Unido, Francia y la Pequeña Entente interviniesen y la Sociedad de Naciones lo investigase como una infracción de las cláusulas de desarme del tratado de paz.
El escándalo incomodó a los Gobiernos británico y francés —conocedores del tráfico ilegal del armas—, que no deseaban perjudicar las relaciones con Mussolini. Para evitar que las naciones de la Pequeña Entente presentasen el caso ante la Sociedad, prometieron intervenir y exigir explicaciones a los tres Gobiernos envueltos en él.
Aunque el Gobierno negó que se tratase de un caso de contrabando que infringiese el tratado de paz, tanto Francia como sus aliados de la Pequeña Entente no aceptaron tal explicación y exigieron justificación a los austriacos el 11 de enero. El Gobierno vienés debía devolver las armas a su propietario o destruirlas para evitar infringir el tratado de paz. El 13 un diario francés publicó que la fábrica de Hirtenberg había estado produciendo armas para la Heimwehr desde 1930 y en 1931 había firmado un acuerdo para hacerlo también para los húngaros; acusaba también a Starhemberg —dirigente de la Heimwehr y uno de cuyos estrechos colaboradores era uno de los directores la empresa a la que pertenecía la fábrica— de haber tramado el envío de la armas y de haberse lucrado con la transacción. Starhemberg denunció por libelo al Arbeiter Zeitung por afirmaciones similares y ganó el caso.

## Resonancia internacional
Cuando la Pequeña Entente amenazó con llevar el caso a la Sociedad de Naciones porque desconfiaba de las explicaciones gubernamentales austriacas, Francia y el Reino Unido volvieron a solicitar al Gobierno de Dollfuss que aclarase la situación. El 11 de febrero, los embajadores de estos dos países presentaron un documento que evidenciaba la insatisfacción de sus Gobiernos con las justificaciones dadas por el austriaco hasta el momento. Aunque con sumo tacto, las dos potencias exigían la devolución de las armas a Italia o su destrucción en las dos semanas siguientes. Dollfuss solicitó ayuda a Mussolini quien, sin consultarlo, publicó la nota presentada por británicos y franceses; el disgusto popular obligó al canciller austriaco a rechazar el ultimátum por prestigio. El Reino Unido y Francia, para no parecer que estaban entrometiéndose en los asuntos del país, renunciaron a exigir la respuesta a su nota del día 11 y a obtener garantías de la devolución de las armas a Italia.
Para evitar el desprestigio de los distintos Gobiernos envueltos en la polémica, se llevaron a cabo diversas maniobras: el Consejo de Ministros austriaco rechazó la exigencia anglo-francesa el 21 de febrero, pero Italia comunicó a los británicos su disposición a aceptar la devolución del cargamento; para mantener la justificación original del envío —que Francia y el Reino Unido ya habían rechazado en la nota del día 11—, el embajador italiano afirmó que primero debían ser reparadas en Austria. Por otro lado, el Reino Unido indicó a la Pequeña Entente lo inconveniente de presentar el caso ante la Sociedad de Naciones. Los socialistas austriacos proclamaron su satisfacción con el acuerdo; su participación esencial en el estallido del escándalo acentuó el deseo de Mussolini de aplastar al partido.
No obstante, cuando parecía que Dollfuss había logrado solucionar la crisis, resurgió de nuevo: se acusó al presidente de la empresa nacional de ferrocarriles de haber tratado de sobornar al de los sindicatos ferroviarios para que los trenes que debían devolver las armas a Italia se desviasen a Hungría «por error». Una vez descargadas las armas en Hungría, los vagones se sellarían nuevamente y volverían vacíos a Italia. Los dirigentes socialistas, al enterarse del plan, informaron al canciller, que acabó destituyendo al presidente de los ferrocarriles, aunque negó el intento de soborno.
El escándalo continuó, a pesar de las protestas gubernamentales: el 5 de mayo, el Populaire francés afirmaba que las armas no se habían devuelto a Italia y que las aduanas habían falsificado los certificados de devolución. Franceses y británicos, más preocupados para entonces con el nombramiento como canciller de Hitler que con los acontecimientos austriacos, decidieron poner fin a la crisis. El 1 de marzo, el Gobierno francés dio el problema por terminado. El 29 de julio, el Arbeiter Zeitung publicó una noticia que indicaba que el subsecretario de Estado de Asuntos Exteriores británico, Anthony Eden, había indicado en el Parlamento que las armas habían vuelto a Italia y la crisis se daba por concluida. Según el vicecanciller Franz Winkler, sin embargo, el grueso del cargamento permaneció en Austria en posesión de la Heimwehr. Según un estudio posterior de los archivos húngaros, el armamento pasó en parte a Hungría de contrabando en la primavera de 1933 y el resto se dividió entre esta y Austria en 1934, según una cláusula secreta de los Protocolos de Roma.

## Consecuencias
El revuelo internacional complicó la recepción del crédito internacional obtenido en julio de 1932 en Lausana por Dollfuss, que los franceses se negaron a ratificar hasta que se aclarase el embrollo. Por otra parte, el papel de los socialistas en la revelación del proyecto reforzó la intención de Mussolini de implantar un sistema fascista en Austria con la cooperación de la Heimwehr y de desbaratar al tiempo el poder de los socialistas en la república alpina. El Gobierno austriaco, enemistado con Francia y el Reino Unido, quedó más dependiente que nunca del sostén italiano.
La revelación agravó además las diferencias entre el Gobierno austriaco y la oposición socialista. El escándalo no sirvió para detener el tráfico de armas, que continuó clandestinamente.